# 東田平駅
東田平駅（ひがしたびらえき）は、長崎県平戸市田平町小崎免にある松浦鉄道西九州線の駅である。
駅名に東の付く駅としては、日本で一番西にある。

## 歴史
当駅は旧北松浦郡田平村域にあったため「田平駅」として開設したが、1954年（昭和29年）に田平村と南田平村が合併して田平町になると、駅の位置は田平町の東の外れになった。田平町中心部にあった駅は「平戸口駅」（開業時は旧南田平村）だったが、松浦鉄道に転換後の1989年（平成元年）に平戸口駅が「たびら平戸口駅」と改称するのと同時に、当駅も「東田平駅」と改称した。

### 年表
- 1935年（昭和10年）8月6日：鉄道省の田平駅（たびらえき）として開設[1]。
- 1948年（昭和23年）8月1日：小口扱貨物取扱開始[2]。
- 1960年（昭和35年）
  - 1月15日：貨物取扱廃止[3]。
  - 4月25日：鉄道弘済会が駅業務を受託する業務委託駅となる[4][注釈 1]。
- 1968年（昭和43年）2月1日：荷物扱い廃止[3]。無人駅化。
- 1987年（昭和62年）4月1日：国鉄分割民営化に伴い、JR九州松浦線の駅となる[3]。
- 1988年（昭和63年）4月1日：第三セクター松浦鉄道への転換に伴い、同社西九州線の駅となる[3]。
- 1989年（平成元年）3月11日：東田平駅に改称[3]。

## 駅構造
単式ホーム1面1線を有する地上駅である。無人駅で駅舎は無いが、待合室とトイレがある。

## 利用状況
1日平均乗車人員は以下の通り。
| 乗車人員推移 | 乗車人員推移 |
| 年度         | 1日平均人数  |
| ------------ | ------------ |
| 1998         | 8            |
| 1999         | 13           |
| 2000         | 15           |
| 2001         | 19           |
| 2002         | 26           |
| 2003         | 19           |
| 2004         | 17           |
| 2005         | 12           |
| 2006         | 10           |
| 2007         | 13           |
| 2008         | 9            |
| 2009         | 11           |
| 2010         | 9            |

## 駅周辺
- 一六海水浴場
- 国道204号

## 隣の駅
松浦鉄道
■西九州線
西木場駅 - 東田平駅 - 中田平駅